# Orkesterefterskolen
OrkesterEfterskolen er en efterskole for klassisk musik og folkemusik som ligger i Holstebro. Den blev startet af bratschisten Charlotte Borchorst Faurschou i skoleåret 2004/2005. Skolens væsentligste formål er at støtte unge klassiske musikere, både unge med ambitioner om en professionel musikkarriere og unge, som blot interesserer sig for den klassiske genre. Efterskolen er den eneste i Danmark, som primært beskæftiger sig med klassisk og folkemusik - rytmisk musik er et tilvalgsfag.
OrkesterEfterskolen tilbyder undervisning i 9. og 10. klasse. Hver årgang består af ca. 68 unge musikere, hvoraf de fleste tilsammen danner skolens eget symfoniorkester, som dirigeres af skolens dirigent Christian Hørbov-Meier. Udover symfoniorkestret synger alle elever også i fælleskoret dirigeret af Asbjørn Faleide Fristad, et 4 stemmigt kor, der primært synger klassiske værker, bl.a. af Carl Nielsen.
På OrkesterEfterskolen er der 6 forskellige linjer: Orkester, folkemusik, sang, klaver, orgel samt guitar og blokfløjtelinjen og der tilbydes soloundervisning ved konservatorieuddannede lærere. 
Kulturminister Mette Bock lancerede i april 2018 en talentindsats, der skal styrke og udvikle lokale talentmiljøer, og orkesterEfterskolen er udpeget til et sådant ”talentmiljø”

## Ekstern henvisning
- OrkesterEfterskolens hjemmeside

 Der er for få eller ingen kildehenvisninger i denne artikel, hvilket er et problem. Du kan hjælpe ved at angive troværdige kilder til de påstande, som fremføres i artiklen.